# Linia kolejowa nr 413
Linia kolejowa nr 413 – jednotorowa, niezelektryfikowana linia kolejowa znaczenia miejscowego łącząca stację Człuchów ze stacją Przechlewo.
Pierwotnie linia kończyła się na stacji Słosinko i miała długość 55,065 km.
16 czerwca 2018 po linii przejechał pociąg turystyczny, po którym ruch pozostawał wstrzymany aż do roku 2023; od jesieni 2022 prowadzone były prace mające przywrócić możliwość ruchu na odcinku do Przechlewa. 25 lipca 2023 wznowiono ruch towarowy – pociągi kursują na trasie Człuchów – Sąpolno Człuchowskie; znajduje się tam zakład czyszczący cysterny kolejowe.
15 kwietnia 2024 odbył się kolejny przejazd turystyczny na odcinku Człuchów – Przechlewo, zorganizowany przez Kujawsko-Pomorskie Stowarzyszenie Rozwoju Transportu Publicznego. Spalinowa jednostka trakcyjna SA138-005 przewoźnika Polregio dwukrotnie pokonała trasę tam i z powrotem z licznymi pasażerami.